# Gagea noltiei
Espèce
Synonymes
- Lloydia delicatula Noltie[2]

Gagea noltiei est une espèce de plantes à bulbe du genre des gagées et de la famille des Liliacées.

## Publication
- (en) Lorenzo Peruzzi, Jean-Marc Tison, Angela Peterson et Jens Peterson, « On the phylogenetic position and taxonomic value of Gagea trinervia (Viv.) Greuter and Gagea sect. Anthericoides A. Terracc. (Liliaceae) », Taxon, vol. 57, no 4,‎ novembre 2008, p. 1201-1214 (lire en ligne)